# Шойгу Ксенія Сергіївна
Ксенія Сергіївна Шойгу ((10 січня 1991 , Москва )) — російський громадський діяч і спортивний функціонер. Президент Федерації тріатлону Росії. Керівник проекту "Ліга Героїв ", організатор проекту "Гонка героїв ", ідеолог військово-історичного кластера «Острів Фортів». Донька російського міністра оборони Сергія Шойгу.

## Життєпис

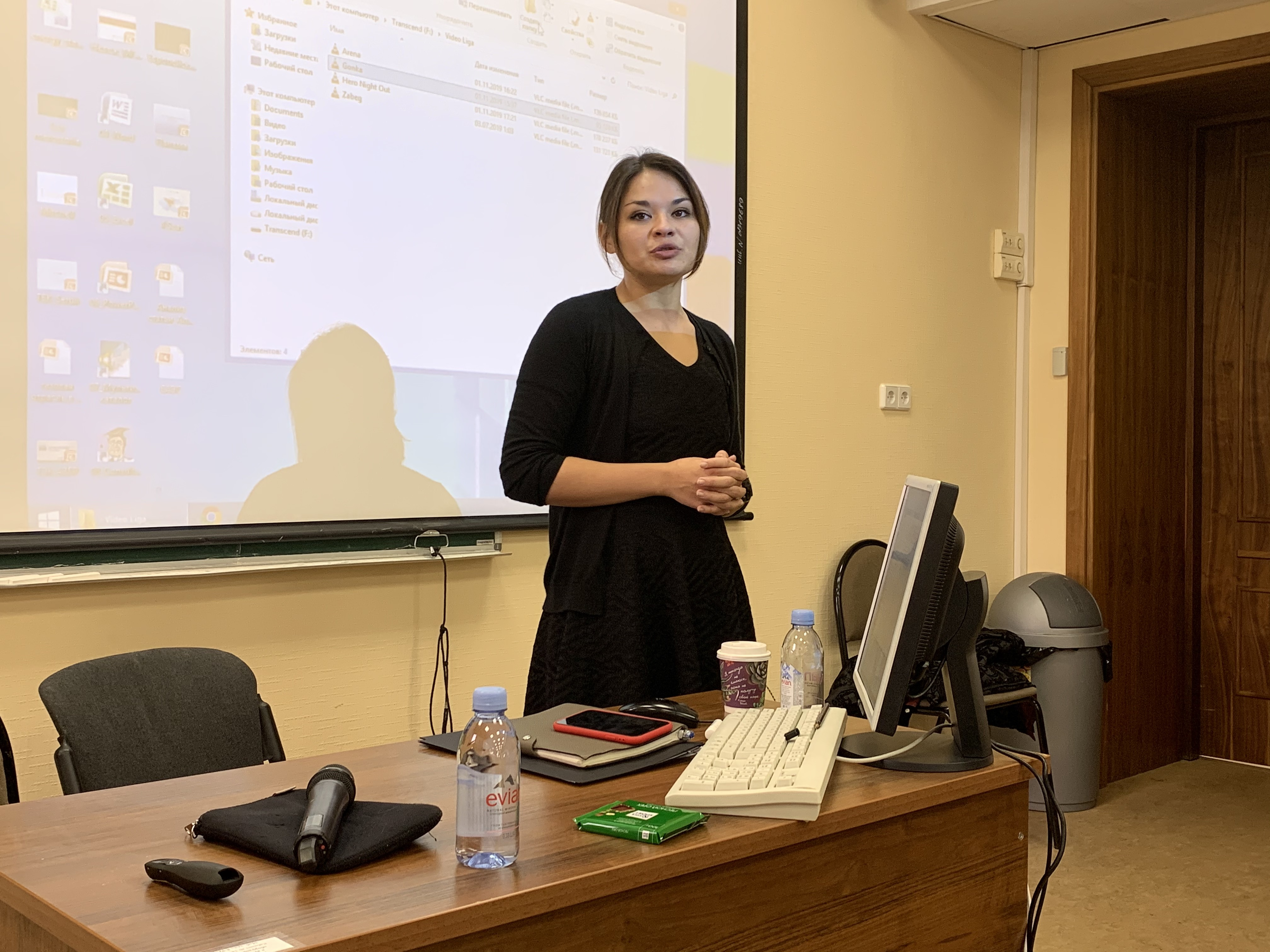
Ксенія Шойгу на лекції у МДІМВ

Народилася 10 січня 1991 року в Москві в сім'ї Сергія Шойгу (на той момент глави МНС) та підприємця Ірини Антипіної.
У 2013 році закінчила факультет міжнародних економічних відносин МДІМВ(У) МЗС Росії. Тема кандидатської дисертації «Іноземні прямі інвестиції». Читає курс лекцій для студентів магістратури МДІМВ(У) МЗС Росії.

## Спортивна діяльність

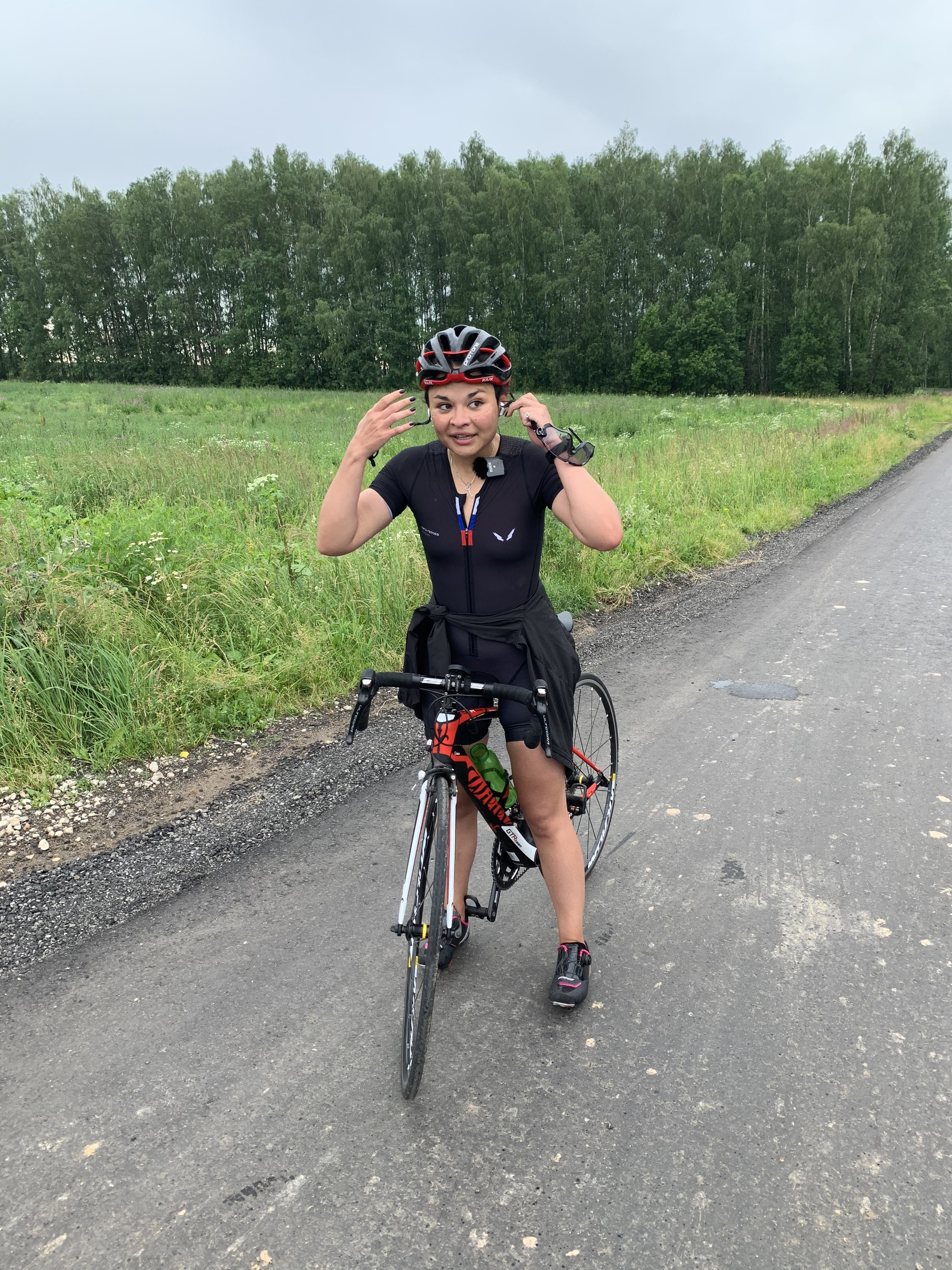
Ксенія Шойгу на тренуванні у Московській області 5 липня 2020 року

Ксенія двічі брала участь у тріатлонних стартах (Нова Зеландія у 2019 році та в Сочі у 2020 році), і бігом (двічі пробігла півмарафон у Санкт-Петербурзі у 2018 та 2020 роках та взяла участь у Сінгапурському марафоні)
Ксенія Шойгу вважається одним із ідеологів зародження OCR-руху в Росії — у 2013 році разом зі знайомими вона організувала перший у Росії забіг із перешкодами «Гонка героїв». Пізніше проект вийшов на всеросійський та міжнародний рівень: «Гонка героїв» вперше була проведена в Азербайджані та Німеччині.
5 грудня 2020 Ксенія Сергіївна Шойгу на звітно-виборній конференції Федерації триатлону Росії одноголосно обрана президентом.

## Кар'єра

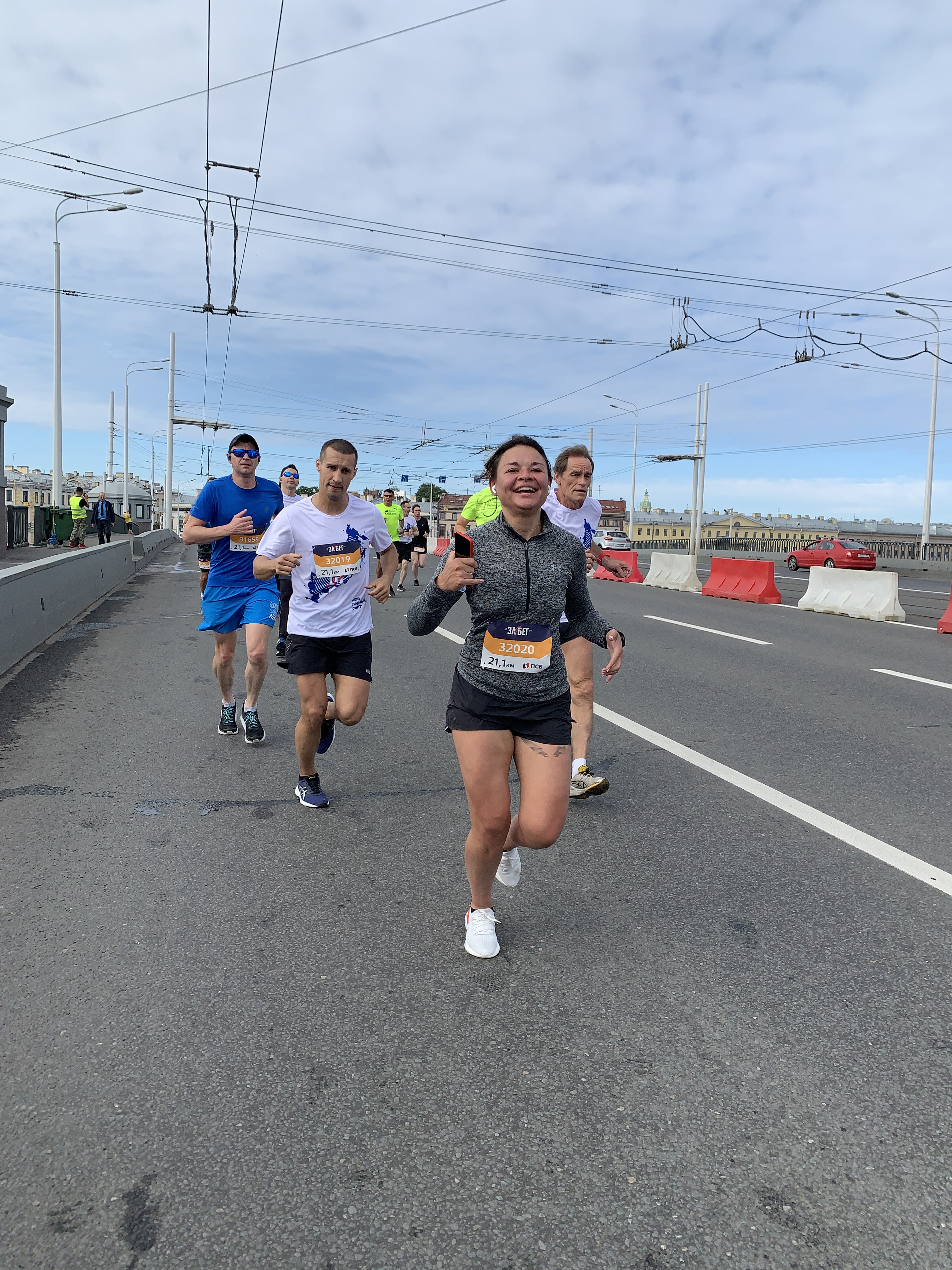
Ксенія Шойгу на забігу у Санкт-Петербурзі 2 серпня 2020 року

- 2011—2012 роки — стажер у банку "Санкт-Петербург "
- 2012—2013 роки — помічник заступника керівника "Ростехнагляду "
- 2013—2018 роки — старший аналітик департаменту проектного та структурного фінансування "Газпромбанку "
- з 2018 року — радник заступника голови правління банку «Газпромбанк»
- з 2013 року — керівник проекту «Ліга Героїв»
- з 2018 року — радник голови Торгово-промислової палати Росії
- з 2019 року — заступник голови інвестиційного комітету цільового некомерційного фонду туристично-рекреаційного кластера в Кронштадті.
- з 2020 року — керуючий партнер венчурного фонду Sistema Smart Tech
- грудень 2020 року — президент Федерації тріатлону Росії[1][2]

## Особисте життя
Заручена з фітнес-блогером Олексієм Столяровим. 17 вересня 2021 року у них народилася дочка, яку назвали Міланою.
Знялася в епізодичній ролі медсестри у фільмі Микити Міхалкова "Стомлені сонцем — 2 ".

## Критика у ЗМІ

#### Володіння нерухомістю
27 жовтня 2015 року політик Олексій Навальний оприлюднив відомості, згідно з якими Ксенія Шойгу у 2009 році придбала ділянки землі у селищі Барвіха. Наголошувалося на відсутність достовірних відомостей про походження коштів, що дозволили 18-річній Ксенії Шойгу зробити таку дорогу покупку. Авторами розслідування передбачалося, що ця угода була фіктивною, оскільки після досягнення повноліття Сергій Шойгу міг більше не включати інформацію про дочку в свою декларацію.
Згодом представники Ксенії Шойгу повідомили, що інформація про земельні ділянки та їх використання «не відповідають дійсності». Також офіційні представники обіцяли дати більш розгорнуту письмову відповідь на запит журналістів, проте не виконали даної обіцянки. Незабаром з бази даних Росреєстру була видалена інформація про те, що Ксенія Шойгу була власницею даних ділянок та нерухомості.

#### Підприємницька діяльність
25 червня 2021 року видання " Відкриті медіа " опублікувало розслідування про бізнес Ксенію Шойгу, який має риси корупційного характеру, а також порушує принцип конфлікту інтересів. Стверджувалося, що кошти, які використовуються для підприємницької діяльності Шойгу, мають походження з федерального бюджету.
Як зазначалося у статті Forbes, бюджетних коштів проект не отримує, а фінансування на проведення «Гонки героїв» Міноборони не виділяє, але організатори мають доступ до унікальних військових об'єктів. За словами Ксенії Шойгу, продаж квитків приносить «Гонці» близько 40 % виручки, 60 % — партнери і спонсори: РЖД, Газпромбанк, «Пошта Росії», Toyota, WorldClass та інші.
У серпні 2019 стало відомо, що Ксенія стала бенефіціаром інвесткомпанії «Кепітал перформ». За даними СПАРК, вона була заснована у травні 2018 року, 100 % у ній належало підприємцю Кирилу Демченку, який також володіє частками у ТОВ «Максима» (спеціалізується на роздрібній торгівлі морозивом та замороженими десертами) та ТОВ НТЦ ІСТ (займається діяльністю в галузі архітектури). У серпні 2019 року Демченко передав 59 % компанії Ксенії Шойгу. За словами Ксенії, з ним вона познайомилася, коли вступала до МДІМВ.

## Санкції
30 вересня 2022 Шойгу Ксенія Сергіївна внесена до санкційних списків США.
7 жовтня 2022 року, Ксенія Шойгу додана до санкційних списків Японії.